# Astracantha andreji
Astracantha andreji là một loài thực vật có hoa trong họ Đậu. Loài này được (Rzazade) Czerep. miêu tả khoa học đầu tiên.